# بيبي روميرو
بيبي روميرو (بالإسبانية: Pepe Romero)‏ هو عازف قيثارة ورسام إسباني، ولد في 8 مارس 1944 في مالقة في إسبانيا.

## وصلات خارجية
- الموقع الرسمي
- بيبي روميرو على موقع IMDb (الإنجليزية)
- بيبي روميرو على موقع ميوزك برينز (الإنجليزية)
- بيبي روميرو على موقع ديسكوغز (الإنجليزية)